# Novossélskoie (Saràtov)
|  | Per a altres significats, vegeu «Novossélskoie». |

Novossélskoie (en rus: Новосельское) és un poble de l'óblast de Saràtov, a Rússia, segons el cens del 2010 tenia 702 habitants. Pertany al districte municipal d'Arkadak.